# Olavius tantulus
Olavius tantulus är en ringmaskart som beskrevs av Erséus 1984. Olavius tantulus ingår i släktet Olavius och familjen glattmaskar. Inga underarter finns listade i Catalogue of Life.